# XHFAJ-FM
XHFAJ-FM 91.3 MHz, Alfa Radio 91.3 es una emisora de radio comercial que transmite en la banda de frecuencia modulada con 99.45 kW de potencia en la Ciudad de México.

## Historia
La estación inicia transmisiones en 1968 siendo conocida como Radio Sinfonía de México, transmitiendo música clásica. En 1973 es vendida a la empresa concesionaria de las estaciones La Hora Exacta, con el indicativo XEQK-FM, en transmisión simultánea con XEQK-AM 1350 kHz en onda media y XETT-OC 9555 kHz en onda corta.
Tras su venta en 1986 a Radio Programas de México (misma operadora de Radio Red 1110 AM y Radio VIP 88.1 FM), cambia su nombre y programación por Alfa Radio 91.3, la cual inicia con ese nombre el 13 de septiembre de 1986 como estación de música en inglés de corte juvenil, compitiendo paralelamente con ROCK 101, WFM y CosmoEstéreo 103.3.
Alfa fue creada por Clemente Serna Barrera de Radio Programas de México (RPM). Sus locutores precursores incluían a Martha Debayle, Rocío Barbabosa, Edward "Fast Eddie" Muller, Eduardo Vallarta, Claudia Arellano, Enrique Perera y Luisa Carrandi.
En abril de 1990, Alfa 91.3 estuvo presente en la inauguración del Cabo Wabo en Baja California Sur, obteniendo entrevista exclusiva con Van Halen y su nuevo vocalista, Sammy Hagar que remplazaba a David Lee Roth. En junio de ese mismo año, Alfa realizó la primera transmisión trasatlántica del concierto de Knebworth en Inglaterra, en vivo durante 12 horas continuas, con el audio original del concierto y entrevistas exclusivas a Paul McCartney y Eric Clapton, entre otros.
En enero de 1991, Alfa 91.3 estuvo presente durante el Festival de Rock in Río II, dónde se transmitieron todos los por menores de 11 días de conciertos que se llevaron a cabo desde el Estadio Maracaná con grupos como the New Kids on the Block, Billy Idol, Megadeth y muchos más. En ese entonces,
Alfa 91.3 FM fue la primera estación de la Ciudad de México en transmitir un formato "Top 40" con una fórmula de radio comprobada que se reflejó en los números de los ratings de aquel entonces. El slogan que se manejaba de 1990 a 1993 era "Radio Bang!", causándole una preocupación a las estaciones que dominaban el rating de esos tiempos que eran WFM 96.9, liderada por Alejandro González Iñárritu y Rock 101 por Luis Gerardo Salas. Alfa 91.3 ocupó las primeras posiciones de Nielsen en aquel entonces y también fue la primera estación de la Ciudad de México en transmitir jingles en inglés.
En 1991, se une Claudio Yarto de Caló al equipo de producción y comienzan a sacar jingles raperos en español por primera vez en la historia de México. Algunos de esos jingles se convertirían en canciones famosas de Caló como la de "Capitán" y la de "Infracción".
Alfa 91.3 abrió camino en lo que a la radio comercial en México se refiere. Alfa fue la primera estación en realizar controles remotos en vivo desde conciertos, restaurantes, centros comerciales, universidades y distintas playas de la República Mexicana. Alfa contaba con una unidad móvil que era capaz de transmitir desde cualquier parte de México. Es gracias a esta unidad móvil que se realizaron cientos de controles remotos en vivo desde el Palacio de los Deportes dónde se daban los primeros conciertos de la Ciudad de México de principios de los 90; conciertos como el de Sting, Bryan Adams, Metallica, Guns N' Roses y muchos más.
A inicios de la década de los 90’s, la emisora se identifica con el indicativo nominal XHRCA-FM, que en 1996, tras la compra de la estación por Grupo Radio Centro, fue cambiado su indicativo por XHFAJ-FM en honor a Francisco Aguirre Jiménez, fundador del consorcio mediático. Durante esta época, es recordada por muchos, la cabina que Alfa tenía en la Feria de Chapultepec, desde donde se hacían transmisiones a control remoto. Muchas personalidades tuvieron la oportunidad de estar en esa cabina, junto a los locutores de la época, tales cómo el comunicador Paco Stanley.

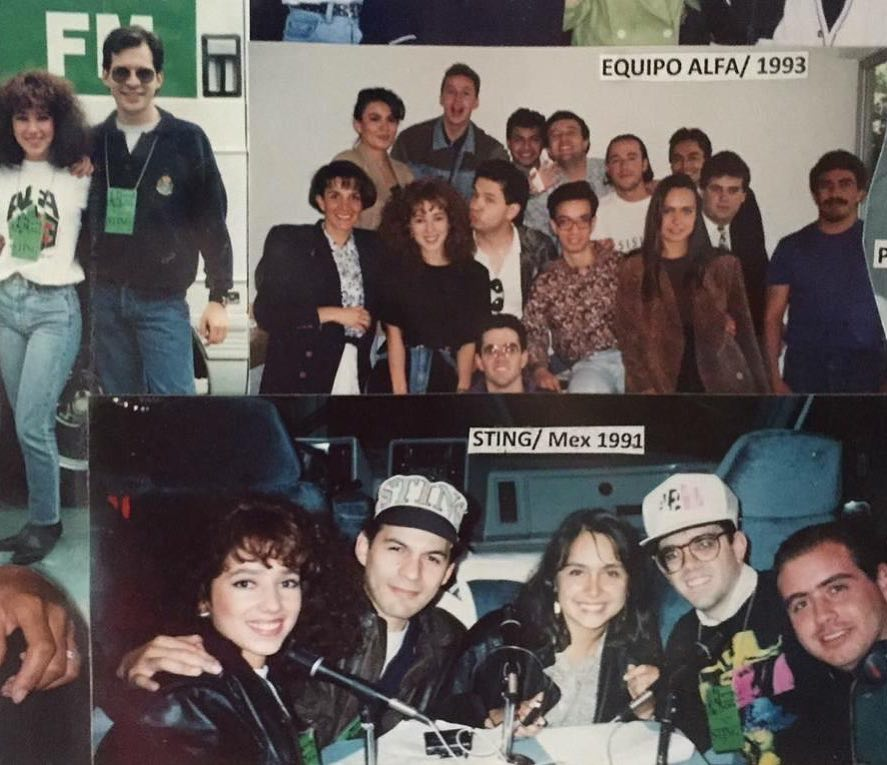

Desde 1995 hasta 1999, la programación de Alfa consistió en su mayoría de música de los géneros dance y electrónica. Durante un periodo de varios meses entre 1996 y 1997 llegó a ser la más escuchada de la Ciudad de México.
En 1999 la estación deja de ser exclusivamente de dance y electrónica, enriqueciendo su perfil con la inclusión de géneros como rock, pop y hip-hop, volviéndose básicamente un formato contemporary hit radio.
Entre 2000 y 2003, Alfa incluyó en su programación música pop en español. En la actualidad durante el programa de Toño Esquinca en ocasiones se programa música en el citado idioma, primordialmente de bandas de rock cómo Soda Stereo, Héroes del Silencio y La Gusana Ciega. Entre mediados de 2019 y finales de 2020, música en español del género urbano latino también formó parte de la programación de la emisora.
Dada la rivalidad con otras emisoras de mercado objetivo similar, Alfa perdió audiencia en los años 2007 y 2008, y a mediados de 2009 decide modificar su programación para transmitir en su mayoría música de la década de 1990 combinada con la actual (que fue reducida en cantidad), notoriamente con este cambio ocurre la cancelación de Alfa Top Ten, programa en el que se hacía un recuento semanal de las 10 canciones más solicitadas a la estación, emitido desde 1995. En julio de 2011 el conteo retornó bajo el nombre Alfaconteo.
El 13 de enero de 2010, Antonio Esquinca, proveniente de la estación Mix 106.5 de Grupo ACIR, de corte similar al de Alfa, se incorpora a esta, donde funge como gerente, programador, director artístico, y presentador de la emisión matinal Toño Esquinca y la muchedumbre. Durante ese año, la programación fue una mezcla de éxitos recientes con música de los años 80, 90 y 2000 lo cual fue objeto de polémica entre varios radioescuchas. Con el paso de los años, la música de décadas pasadas gradualmente disminuyó hasta salir por completo alrededor de 2015, actualmente dicha música solo se transmite ocasionalmente durante el programa de Esquinca, aunque para 2022 vuelven a la programación canciones de la década de 2000 a 2009 y algunas de fines de los años 90.
A partir de 2012, empieza transmisiones digitales en el estándar In-band on-channel en el subcanal digital HD1.
El 1 de agosto de 2014, se empieza a retransmitir por la frecuencia 104.5 MHz XHMF-FM en Monterrey, Nuevo León, donde anteriormente operaba Planeta 104.5, operada por Grupo Radio México, que tenía lugar desde 1998, eliminando por completo dicha estación y se convirtió en una retransmisión total las 24 horas desde 2014.
El 2 de septiembre de 2019, llega a la ciudad de Guadalajara, Jalisco en el 99.9 MHz XHKB-FM y 1410 kHz XEKB-AM, donde anteriormente operaba Canal 1410, operada por Grupo Radio México. El 3 de septiembre de 2020 la estación dejó de retransmitirse en la ciudad y fue reemplazada por Planeta.
El 1 de octubre de 2022, la estación retoma su nombre original siendo ahora Alfa Radio 91.3.
Los locutores actuales de la estación son Toño Esquinca, Mónica López, Cristina Tenorio y Patricia Velasco, mientras que la voz institucional es de Carlos Pratt, conocido al aire como "Alfaman". En el pasado, algunos de los locutores que han desfilado por la frecuencia han sido Enrique Aguilera (qepd), Alfonso de Anda, Rocío Córdoba, Idzi Dutkiewicz, Natalie Schubert, Francisco Rivera "El Chango", Horacio Mancilla, Javier Pacussich, Christopher Nigel, Daniel Salazar, José Luis Jarero "Jari", Cynthia de Pando, Marianna Santiago y Francisco Chaparro (qepd).

## Transmisión en radio digital
La señal digital de la estación está multiplexada, emitiendo los siguientes subcanales digitales:
| Subcanal | Nombre              | Características                               |
| -------- | ------------------- | --------------------------------------------- |
| 91.3 HD1 | Alfa Radio 91.3     | Retransmite la señal tradicional de XHFAJ-FM. |
| 91.3 HD2 | El Fonógrafo 690 AM | Transmite la señal de XEN-AM 690 kHz.         |

## Eslóganes
- 1990-1993: Alfa 91.3, Radio Bang
- 1993-1995: Alfa 91.3, Ya ni le muevas
- 1996-2000: Alfa 91.3, Hot music
- 2000-2003: Alfa Radio, It's my life
- 2003-2009: Alfa Radio, Hit music station
- 2009-2010: La Nueva Alfa Radio 91.3, Con los hits de los 90, 2000 y actual
- 2010 (enero a abril): Alfa 91.3, La estación que estabas pidiendo
- 2010-2015: Alfa 91.3, Más variedad, mucho más música
- 2015-2022: Alfa 91.3, Donde todo nace
- 2022-presente: Alfa Radio 91.3, Donde todo nace